# Кулакаускас, Витаутас Владимирович
Витаутас Владимирович Кулакаускас (лит. Vytautas Kulakauskas; 1920—2000) — советский баскетболист и баскетбольный тренер. Мастер спорта СССР (1947). Заслуженный мастер спорта СССР (1950). Отличник физической культуры (1954).

## Биография
Выступал за каунасский СКИФ и другие литовские клубы с 1938 по 1952 год. Чемпион СССР 1947 года, Литвы (1945, 1947—1948). В составе сборной Каунаса — победитель турнира городов 1949 года.
Привлекался в сборную СССР, в составе которой стал чемпионом Европы 1947 года. За сборную Литвы сыграл 13 матчей с 1940 по 1948 год.
Тренер женской сборной СССР, чемпиона Европы.
Тренер сборной СССР, ставшей чемпионом Европы 1953 года и серебряным призёром Олимпиады-1952.
Окончил военное училище в 1940 году и Литовский институт физической культуры, работал в нём до 1950 года. С 1944 по 1945 год учился на факультете медицины Университета Витовта Великого.
В 1950-60 годах преподавал в Вильнюсском пединституте.
В 1960 году перешёл в Вильнюсский инженерно-строительный институт, где работал до выхода на пенсию в 1981 году. Доцент (1968).
Автор книги Krepšininko treniruotė (Тренировка баскетболиста) (1956; М.: ФиС, 1958).

## Награды
- Орден «Знак Почёта» (27.04.1957) — «за успехи, достигнутые в деле развития массового физкультурного движения в стране, повышения мастерства советских спортсменов, и успешное выступление на международных соревнованиях»